# سرمایه، جلد ۳
سرمایه، جلد ۳ (انگلیسی: Capital, Volume III) با عنوان فرعی فرایند تولید سرمایه‌دارانه به مثابه یک کل، سومین مجلد از کتاب سرمایه: نقد اقتصاد سیاسی است. فریدریش انگلس با گردآوری یادداشت‌های کارل مارکس تدوین و در سال ۱۸۹۴ منتشر کرد.

## محتوا
این جلد هفت بخش دارد:
۱- تبدیل ارزش اضافی به سود، و نرخ ارزش اضافی به نرخ سود
۲- تبدیل سود به سود متوسط
۳- قانون گرایش نزولی نرخ سود
۴- تبدیل سرمایه کالایی و سرمایه پولی به سرمایه تجاری و سرمایه مالی
۵- تقسیم سود به بهره و سود بنگاه، بهره زایش سرمایه
۶- انتقال سود مازاد به اجاره زمین
۷- درآمدها و منابع آنها